# Polyphidiopsis punctatus
Polyphidiopsis punctatus là một loài bọ cánh cứng trong họ Cerambycidae.